# パラレルスオオクワガタ
パラレルスオオクワガタ (Dorcus parallelus) は、コウチュウ目・クワガタムシ科・クワガタ属・オオクワガタ亜属の1種であり、オオクワガタの仲間では最も小型である。
パラレルスとは「平行の」という意味である。

## 形態
体長はオスが19 - 27mm、メスが21 - 25mm。
オオクワガタの仲間では最も小型で、体の色は黒く、オスとメスともに上翅（じょうし）には、はっきりした縦のスジがある。
この縦のスジが、parallelus（パラレルス）という種小名の由来となっている。

## 分布
アメリカ合衆国東部とカナダに生息する。
アメリカ大陸にクワガタ属Dorcusはもう一種、ブレビスオオクワガタD. brevisが分布する。オス大腮の内歯や前胸背板の形態などに差異がある。
また、メキシコからはメキシコオオクワガタD. mexicanusが記載されているが、これはヨーロッパオオクワガタD. parallelipipedusのシノニムとされる。

## 生態
生息数は少なく、メスは朽木に産卵する。
寿命は1〜2年と、オオクワガタの仲間にしては短い。日本で言えばコクワガタくらいの寿命と思われる。
少々暑さには弱く、最低5度まで耐えられる。
同じ分布に生息するオオクワガタは以下の通りである。
- Dorcus brevis（ブレビスオオクワガタ）
- Dorcus mexicanus（メキシコオオクワガタ）

これらも本種同様小型種で、暑さには弱い。
生態自体はパラレリピペドゥスオオクワガタに似るが、そもそも生息数が少なく、流通も少ないため、詳しい生態はわかっていない。